# Scragh Bog SAC
Scragh Bog SAC este o arie protejată (arie specială de conservare — SAC, sit de importanță comunitară — SCI) din Irlanda întinsă pe o suprafață de 23,85 ha, integral pe uscat.

## Localizare
Centrul sitului Scragh Bog SAC este situat la coordonatele 53°34′45″N 7°21′37″W / 53.579278°N 7.36029°V.

## Înființare
Situl Scragh Bog SAC a fost declarat sit de importanță comunitară în mai 1998 pentru a proteja 1 specie de plante și 1 specie de animale. Situl a fost protejat și ca arie specială de conservare în mai 2018.

## Biodiversitate
Situată în ecoregiunea atlantică, aria protejată conține 2 habitate naturale: Mlaștini turboase de tranziție și turbării mișcătoare, Mlaștini alcaline.
La baza desemnării sitului se află mai multe specii protejate:
- plante (1): Hamatocaulis vernicosus
- nevertebrate (1): fluturele auriu (Euphydryas aurinia)

Pe lângă speciile protejate, pe teritoriul sitului au mai fost identificate 6 specii de plante, 11 specii de nevertebrate.